# Морозов Олександр Олександрович
Олекса́ндр Олекса́ндрович Моро́зов (рос. Алекса́ндр Алекса́ндрович Моро́зов; 16 жовтня (29 жовтня) 1904, Бежиця, нині у складі міста Брянськ, Російська імперія — 14 червня 1979, Харків, УРСР) — радянський конструктор танків. Депутат Верховної Ради СРСР 5-го скликання (1958—1962). Двічі Герой Соціалістичної Праці (20 січня 1943, 25 жовтня 1974).
Найвідоміший як головний конструктор Харківського конструкторського бюро машинобудування (ХКБМ) впродовж 1940—1976 років, якому після смерті було присвоєно його ім'я. За участі Морозова було створено танки Т-24, БТ-2, БТ-5, БТ-7, Т-34, а під його безпосереднім керівництвом — Т-44, Т-54 та Т-64, та низку інших зразків.

## Життєпис

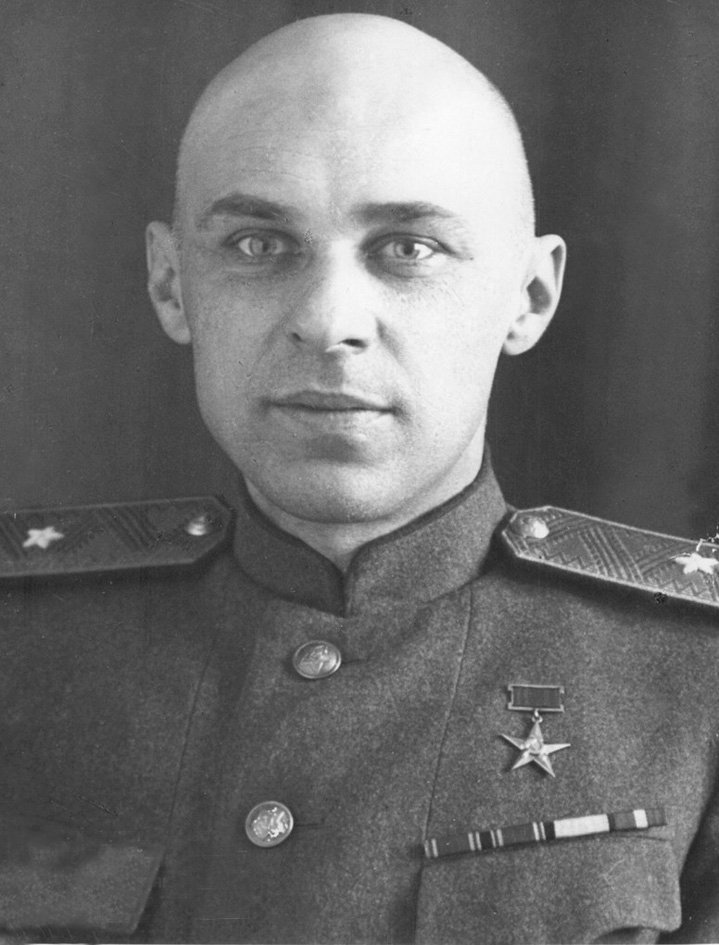
Олександр Морозов у 1948 році

Народився в родині робітника. У 1914 році родина переїхала до Харкова, де батько Олександра Морозова влаштувався працювати на Харківський паровозобудівний завод (ХПЗ).
1919 року завершив 6 класів загальноосвітньої школи, після чого почав трудову діяльність діловодом на ХПЗ. Згодом працював копіювальником, креслярем і конструктором, брав участь у створенні перших радянських гусеничних тракторів. Відслужив у РСЧА авіаційним техніком-мотористом, після чого 1928 року повернувся на ХПЗ.
Впродовж 1929—1931 навчався заочно в Московському механіко-електротехнічному інституті.
1931—1938 — керівник групи конструкторського бюро ХПЗ, від 1938 — заступник начальника конструкторського бюро, від 1940 — головний конструктор Харківського заводу № 183 імені Комінтерну, евакуйованого в жовтні 1941 року в місто Нижній Тагіл Свердловської області РРФСР. Працював головним конструктором Уральського танкового заводу.
Член ВКП(б) з грудня 1943 року.
З листопада 1951 року — головний конструктор Харківського конструкторського бюро (КБ) машинобудування, у 1966—1976 роках — його начальник. З червня 1976 року — консультант Харківського КБ машинобудування та член Науково-технічної Ради Міністерства машинобудування СРСР.
Генерал-майор технічної служби (1943). Доктор технічних наук (1972).

## Конструкторська діяльність
1931—1939 брав участь у проектуванні легких колісно-гусеничних танків: БТ-2 (1931), БТ-5 (1932), БТ-7 (1935), БТ-7М (1939).
Спільно з Михайлом Кошкіним і М. О. Кучеренком керував розробкою середнього танку Т-34 (1940).
Після війни під керівництвом Морозова створено низку танків, інших об'єктів бронетанкової техніки, зокрема танк Т-64. 

## Премії та нагороди
- Двічі Герой Соціалістичної Праці (20.01.1943[3], 25.10.1974)
- три ордени Леніна (5.06.1942, 20.01.1943, 25.10.1974)
- орден Жовтневої Революції (26.04.1971)
- три ордени Трудового Червоного Прапора (19.09.1941, 1.11.1954, 29.10.1964)
- орден Кутузова І ст. (16.09.1945)
- орден Суворова ІІ ст. (19.04.1945)
- орден Червоної Зірки (5.08.1944)
- медалі
- Сталінська премія (1942, 1946, 1948).
- Ленінська премія (1967).
- заслужений машинобудівник Української РСР (1970)

## Увічнення пам'яті

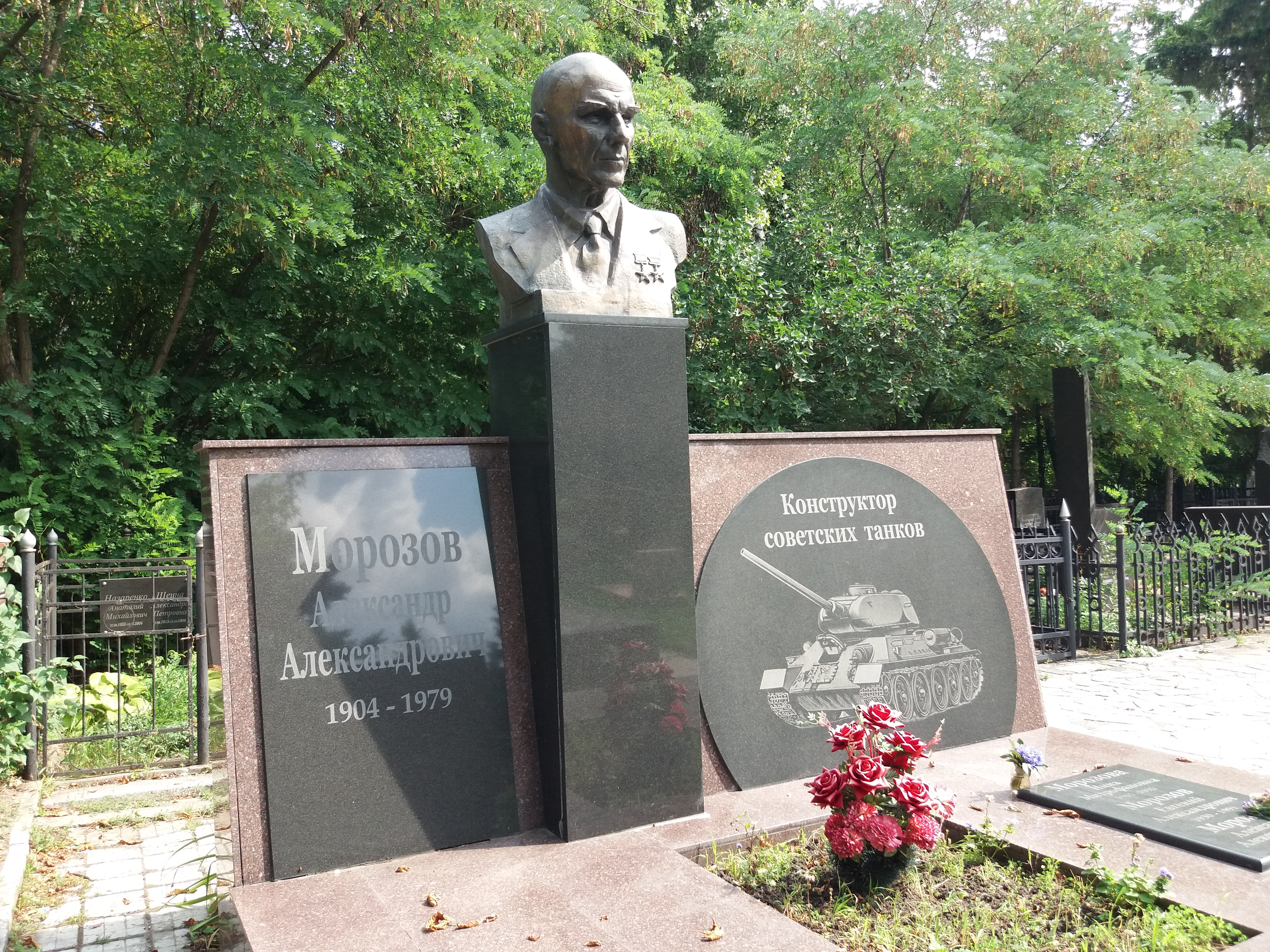
Могила Морозова в Харкові, 2-ге міське кладовище

В Харкові існує вулиця Морозова, поруч з якою розташований Завод імені В. О. Малишева;
Ім'я Морозова присвоєно Харківському конструкторському бюро машинобудування, Харківському механічному технікуму;
В Харкові встановлено меморіальні дошки О. Морозову — на будинку, де він жив і в НТУ «ХПІ», на будівлі кафедри колісних та гусеничних машин ім. О. О. Морозова;
У 1982 у Брянську встановлено пам'ятник-погруддя Морозову як двічі Героєві Соціалістичної Праці (автор Микола Рябінін).